# Compositie I (stilleven)
Compositie I (stilleven) is een schilderij van de Nederlandse schilder Theo van Doesburg in het Kröller-Müller Museum in Nationaal Park De Hoge Veluwe.

## Ontstaan
Het werk is rechtsonder voorzien van Van Doesburgs monogram en het jaartal 1916. Het is het eerste schilderij dat Van Doesburg een nummer gaf. Hij noemde het oorspronkelijk Schilderij I, motief: stilleven. Aan het schilderij ligt, net als Compositie II en III, een stilleven ten grondslag. Van Compositie I is echter geen voorstudie bekend. Het werk is waarschijnlijk een reactie op werk van Cézanne, waarover Van Doesburg in 1916 herhaalde malen schreef. Het kan echter ook geïnspireerd zijn op werk van Robert Delaunay, Wassily Kandinsky, Vilmos Huszár of de Tsjech Emil Filla.
Een dagboeknotitie, die Van Doesburg meer dan tien jaren later maakte, bevestigt dit. Hier schrijft hij namelijk:

Cézanne was feitelijk een veel rijkere bron van mogelijkheden dan Picasso. Cézanne is puur en veelzijdig. Bovenal eerlijk en een pionier van het witte schilderij. Zijn factuur is nooit burgerlijk of zelfgenoegzaam. Steeds ingehouden, zooals in Parijs de taxichauffeurs besturen. Steeds met den rem in de hand. Mijn Stillevens uit 1916 waren de consequenties van het Cézannisme. Eerlijk beeldend construeeren met de kleur op het witte linnen, materie tegen materie. In Cézanne schuilen honderd mogelijkheden.
— Theo van Doesburg (februari 1929).

Het schilderij werd voor het eerst tentoongesteld op de tentoonstelling van kunstenaarsvereniging De Anderen in Den Haag. Van Doesburg schreef hierover op 17 juni 1916 aan zijn vriend Antony Kok: 'De tentoonstelling blijft nog geopend. Ik heb er een verkocht het [...] stilleven (cat nr 7). Een aan wien denk je? Aan Bremmer. D'Audretsch zei dat het in de beroemde verzameling van Kröller in Den Haag kwam. Er komt ook waarschijnlijk een reproductie van in het tijdschrift: Beeldende Kunst van Bremmer. Deze moet gezegd hebben, dat ik de belangrijkste was'. De tentoonstelling van De Anderen vond van 7 mei tot en met 7 juni 1916 plaats in de Kunstzalen van Herman d'Audretsch en werd verlengd tot de tweede helft van juni. Het werk werd inderdaad door kunstpedagoog Henk Bremmer aangekocht voor de verzameling van Helene Kröller-Müller en bevindt zich tegenwoordig nog steeds in het Kröller-Müller Museum in Otterlo.